# イーゼンハイム祭壇画
『イーゼンハイム祭壇画』（イーゼンハイムさいだんが、独: Isenheimer Altar、仏: Retable d'Issenheim、英: Isenheim Altarpiece）は、ドイツ・ルネサンス期の彫刻家ニコラウス・ハーゲナウアーと画家マティアス・グリューネヴァルトが1512-1516年に制作した祭壇画である。フランスのコルマールにあるウンターリンデン美術館に展示されている。
本作はグリューネヴァルトの最大の作品で、彼の傑作とみなされている。コルマール近郊にあるイーゼンハイムの聖アントニウス修道院のために4年の歳月を費やして描かれた。制作を依頼したのは、この修道院の全盛期をもたらした2人の富裕にして敬虔な指導者ヨハン・ド・オルリアコとグイド・グエルシである。修道院の聖アントニウス会修道士は、疫病患者の世話と麦角菌による麦角症、別名「聖アントニウス病」など皮膚病の治療で知られていた。
十字架上のイエス・キリスト像は疫病の腫瘍で覆われ、患者にキリストが彼らの苦痛を理解し、共有していることを示すものとなっている。作品が病気の真の症状を描いていることは、ヨーロッパ美術の歴史では異例のことである。
聖アントニウス修道院の聖堂にあった祭壇画は、描いた画家グリューネヴァルトの名前とともに長く忘れ去られていた。しかし、フランス革命の混乱を避けて1793年にコルマールに運ばれ、1852年に開館したウンターリンデン美術館に展示されることにより、約350年ぶりに再発見された。

## 構図

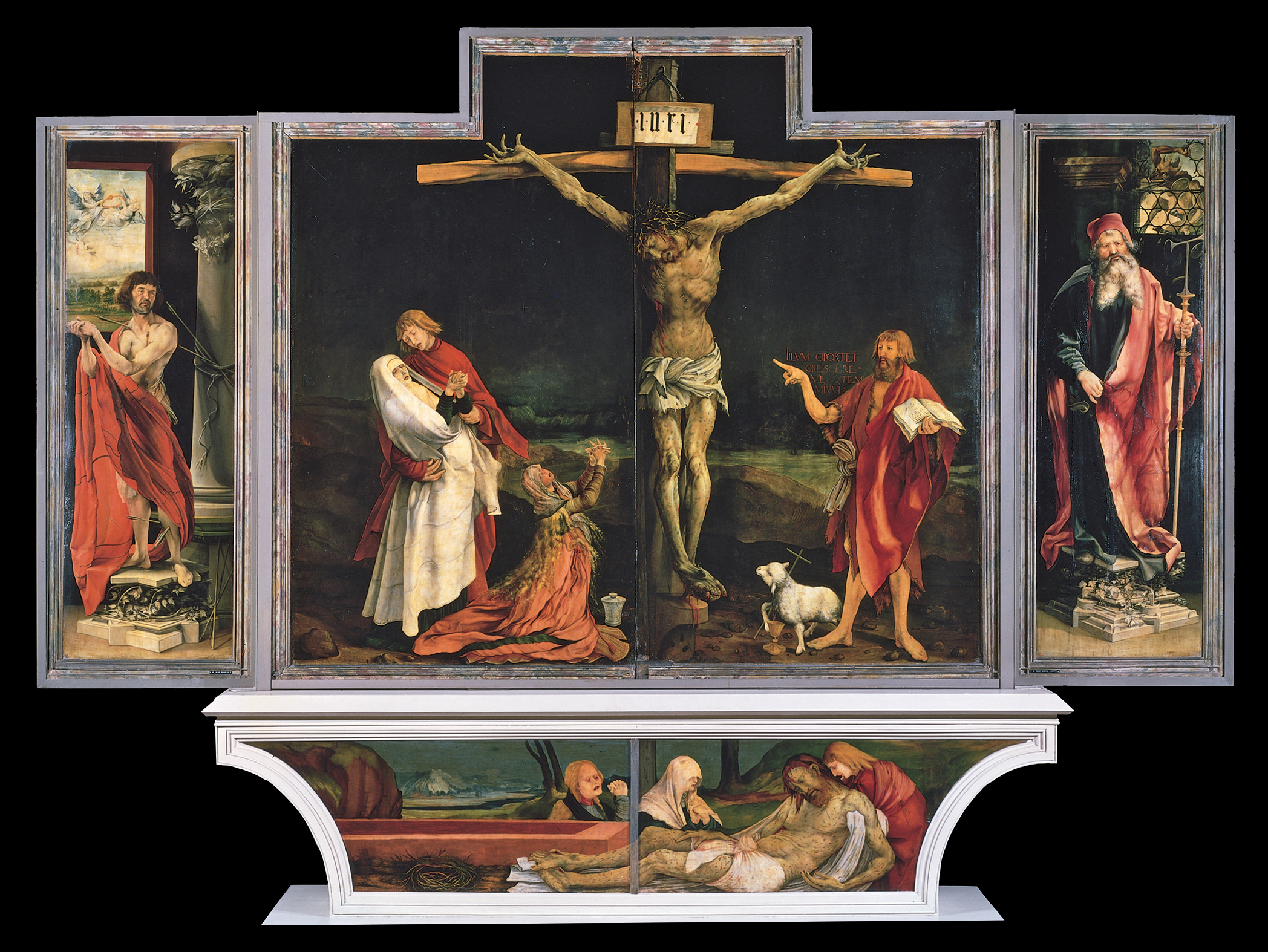
『イーゼンハイム祭壇画』 第1面 (閉じられた状態)

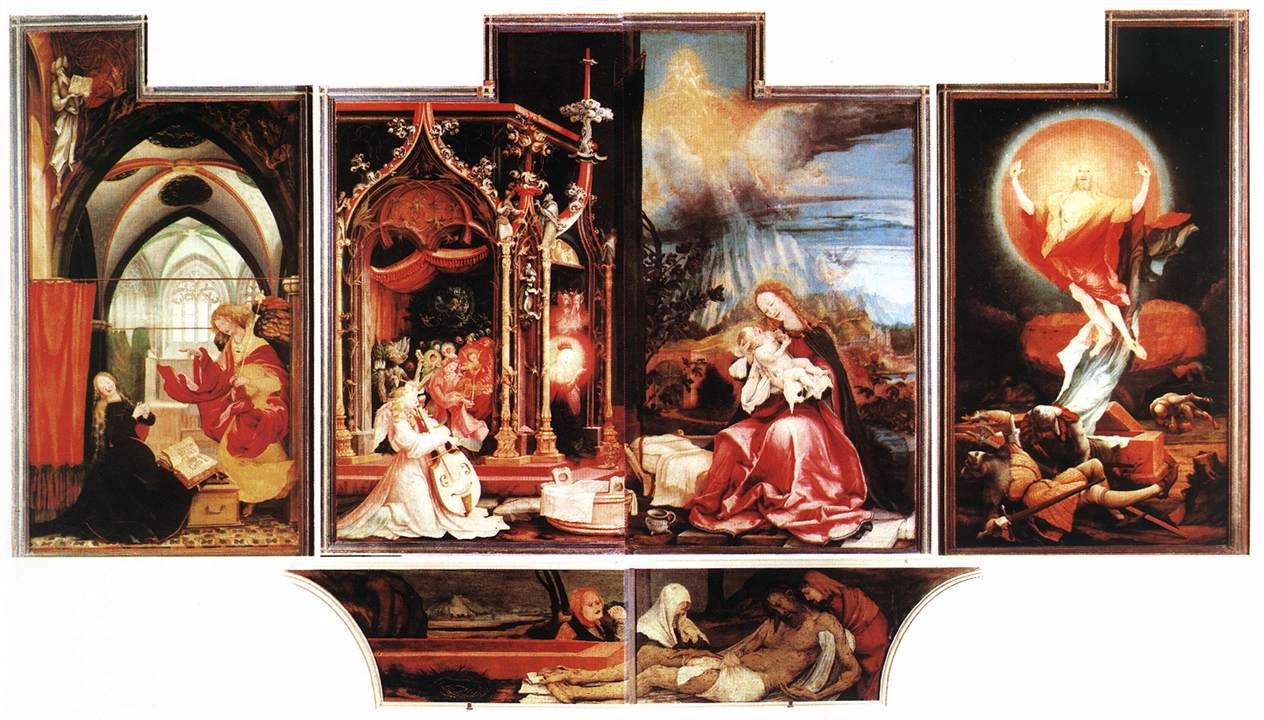
第2面 (第1面の中央パネルが左右に開けられた状態)

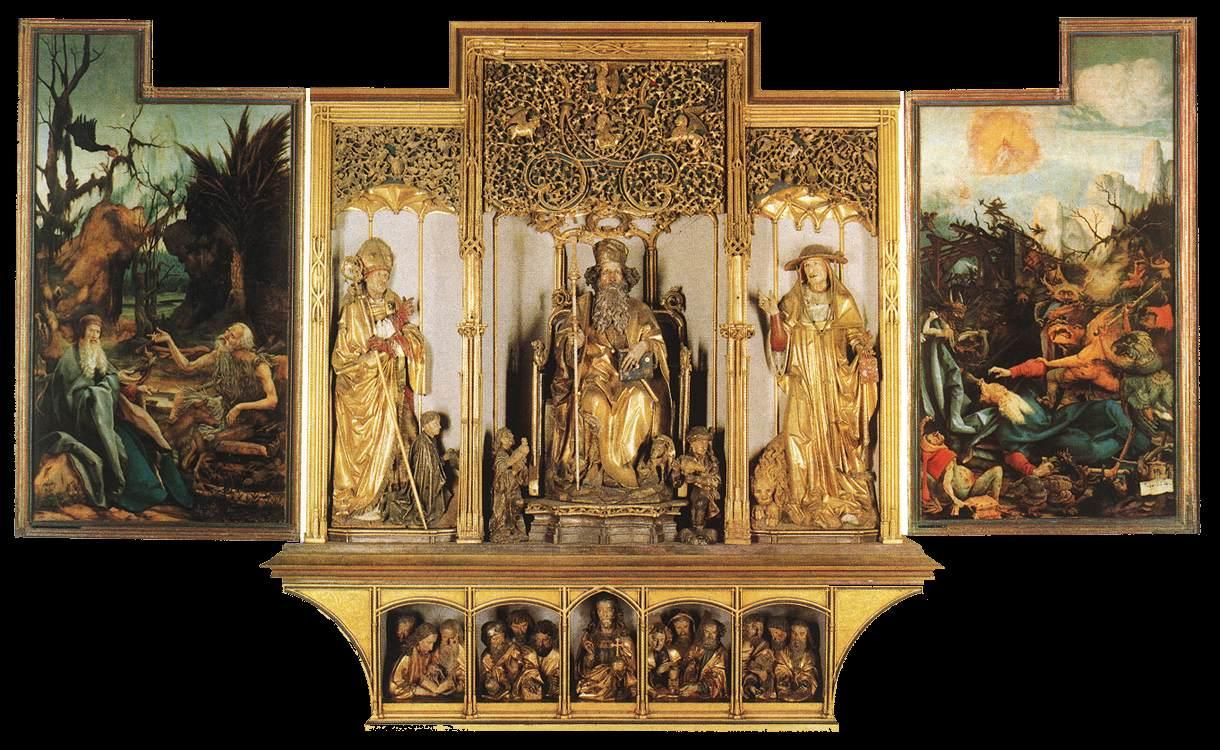
第3面 (第2面の中央パネルが左右に開けられた状態)
(この左右両翼パネルは、中央パネルが左右に開けられた状態で見える裏側で、聖アントニウスと聖パウロが左翼パネルに、悪魔が右翼パネルに見える)

この祭壇画は2組の両翼パネルがあり、3つの形状を呈する。

### 第1面
日曜日と何日かの宗教的祭日を除き、祭壇画の両翼パネルは閉じられた状態にされていた。中央画面の「磔刑」の左側には、矢に射抜かれた聖セバスティアヌスが描かれ、右側には恐ろしい怪物に嘲弄されても落ち着いている聖アントニウスが描かれている。これら2人の聖人は病人を守護し、治癒する聖人である。聖アントニウスは聖アントニウス病の患者の守護聖人であり、聖セバスティアヌスは疫病のペストを撃退するためにその加護が求められた。中央画面の下にある裾絵にはピエタが描かれている。
中央画面の「磔刑」は、西洋美術に見られるこの場面の最も痛々しい表現として際立っている。黒緑色の闇に不毛の大地、ゴルゴタの丘が広がり、その暗闇から大きなキリストの身体が浮き出ている。キリストの顔は苦痛に歪み、痩せ衰えた身体は手と足に穿たれた釘による痛みで苦悶している。腫瘍に覆われ、棘に貫通された身体は病気の人々を恐れさせたに違いない。しかし、同時にキリストの苦難に関して疑問を抱かせず、病気の人々の苦痛を共有する救世主との霊的な共感を持つことで、病気の人々を慰撫したのである。「グリューネヴァルトは磔刑により損傷したキリストの身体を描いたが、キリストのひどい受難というキリスト教のメッセージを鋭く喚起している。元来、病院用に意図された祭壇画は、病人に安らぎと慰めを与えるように考案されたのかもしれない」。
大きな白い布を纏った聖母マリアはキリストの右側に表されており、苦悶して、キリストの愛弟子の福音書記者聖ヨハネの腕の中に倒れ込んでいる。その顔は死人のごとく蒼白であるが、悲痛の極限に達してもなお、合わせた両手を差し伸べ、祈りを捧げている。キリストの右側にはマグダラのマリアもおり、祈るために両手を組んで跪いている。その小刻みに震える小さな身体にまとわる長い金髪も波打っている。彼女のアトリビュート (特定する事物) である香油壺には制作年代の1515年が記されている。
キリストの左側では、洗礼者聖ヨハネがキリストの犠牲を象徴する子羊に伴われている。キリストの右側に立つ3人にくらべ、洗礼者聖ヨハネは威厳と孤高を保っている。なお、洗礼者聖ヨハネが登場しているのは時代錯誤的である。彼は紀元後29年にヘロデ王に斬首されているので、キリストの死を目撃することはできなかったはずだからである。洗礼者聖ヨハネは、ラテン語で「illum oportet crescere me autem minui (彼は必ず栄え、わたしは衰える)  」 (ウルガタ、「ヨハネによる福音書」3:30) と叫んで、神との新しい契約を宣言している。この場面に洗礼者聖ヨハネを加えることは象徴的なものになっている。というのは、彼は救世主キリストの到来を宣言する最後の預言者であったと考えられているからである。

### 第2面
『イーゼンハイム祭壇画』の外側の左右両翼パネルは日曜日と教会歴の重要な祝祭日、とりわけ聖母マリアを記念する祝祭日に開けられた。
現れるのは4つの場面である。左翼パネルは「受胎告知」で、大天使ガブリエルがマリアのところにやってきて、彼女が神の子であるイエス・キリストを産むと告げる。マリアは、その出来事の聖性を示すために礼拝堂の中に描かれている。中央パネルには、「天使たちの合奏とキリストの降誕」が別々の場面ではなく、統一された概念の中に組み合わされている。鑑賞者は、新生児としてキリストが地上に到来したことを目撃する。キリストは、気味の悪い外見の何人かの天使たちによって表される悪徳の力と闘うために導かれるのである。

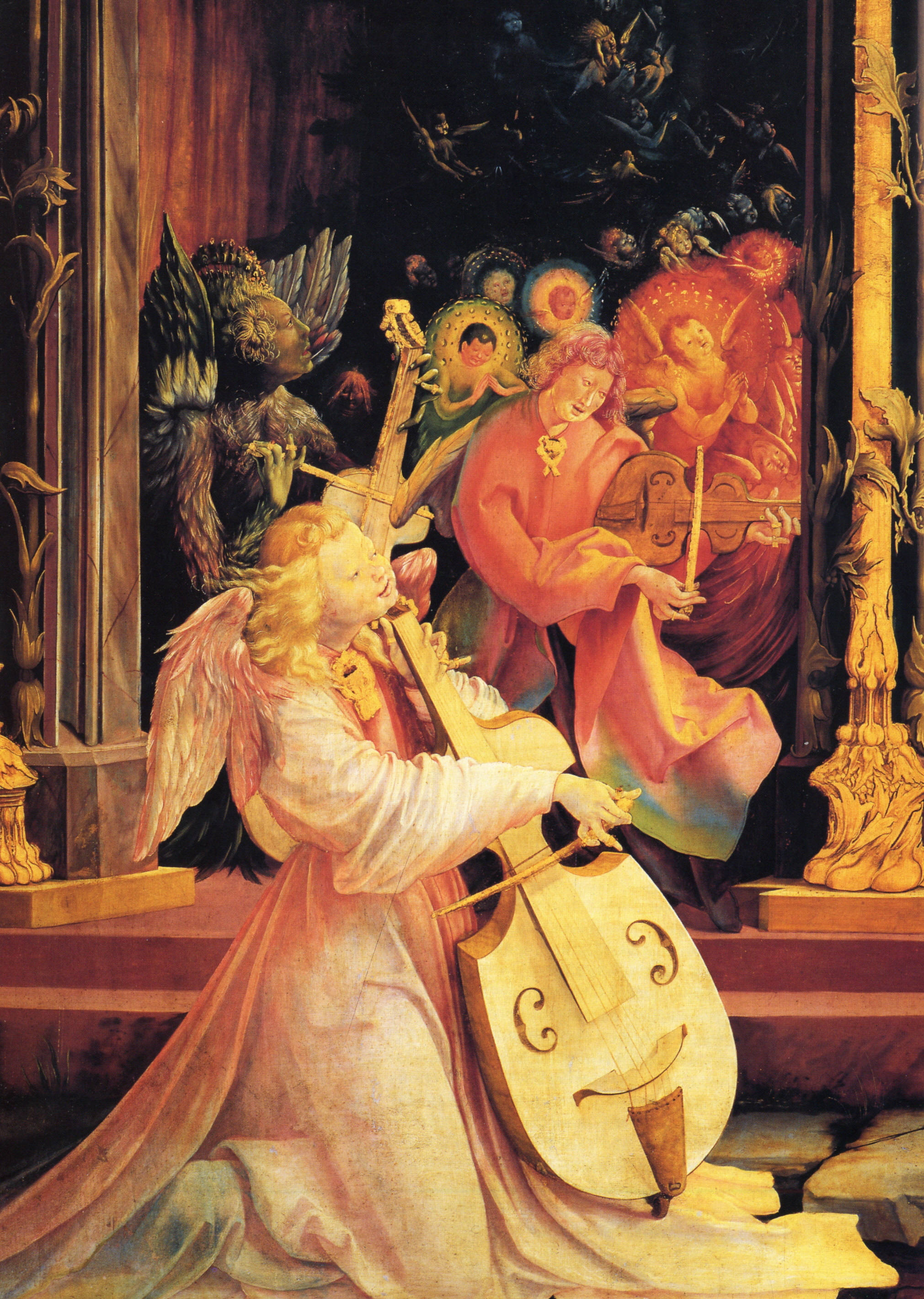
天使たちの合奏

数々の象徴が解釈を助けるカギを提供している。閉じられた庭はマリアの子宮を表し、彼女の永遠の処女性の印である。棘のないバラの生垣は、彼女に原罪がないことを示唆し、イチジクの木は母乳を象徴する。ベッド、バケツ、壺はキリストの人間性を強調する。右側パネルは「キリストの復活」を表している。キリストが墓から現れ、磔刑時の面相を神の顔貌に変化させながら、光を浴びて天国に昇っていく。かくして、「キリストの復活」と「キリストの昇天」は単一の図像となっている。

### 第3面
第3面は、聖アントニウスの大祭日の日に公開された。中央に現れる聖アウグスティヌス、ギ・ギエルス (Guy Guyers)、聖アントニウス、供物を捧げる2人、聖ヒエロニムス、キリスト、12人の使徒たちの彫像はニコラウス・ハーゲナウアーの制作になる。内側の左右両翼パネルが開かれた状態では、巡礼者と病気に苦しむ人々は、聖アントニウス病 (麦角症) の守護者で治癒者の聖アントニウスを礼拝することができた。聖アントニウスは中央場面で、栄誉の座を占めており、その横には聖アントニウス会の紋章である豚が描かれている。聖アントニウスの左右には、2人の人物が現物による寄付をしているところが表されているが、現物による寄付は聖アントニウス会修道士にとって重要な収入源であった。この中央場面の左右には、ラテン教会の4大教父のうちの2人である聖アウグスティヌスと聖ヒエロニムスが表されている。祭壇画を委嘱したグイド・グエルシは、聖アウグスティヌスの足元に跪いている姿で描かれている。
– 「聖アントニウスの隠遁聖者聖パウロ訪問」
2人の隠遁聖者が、テーベの砂漠を意図して描かれた驚くべき風景の中で出会っている。グリューネヴァルトは、2人の出会いの穏やかさと静けさとは対照的な空想的世界を創造している。ナツメヤシの木が不思議な植物で取り囲まれている風景の中に動物たちが登場しており、カラスが2人の隠遁者に2切れのパンを運んできている。この夢幻的な場面で、写実的に描かれた薬草が2人の人物の足元に生えている。
– 「悪魔に苦しめられる聖アントニウス」
このパネルは、悪魔に遣わされた怪物に苦しめられる聖アントニウスを描いている。地面に踏みつけられ、棒で殴打され、かぎ爪で引き裂かれ、噛みつかれている聖アントニウスは神に助けを求める。神は、これら邪悪な悪魔と戦うために天使たちを遣わす。画面下部左側では、水かきを持ち、腹の出た生物が膨れた腫瘍と化膿を特徴とするペストの徴候を体現している。

## 近代の歴史
この祭壇画がアルザスにあることは、近代にその所有が戦争の結果でドイツとフランスの間を行き来したことを意味している。1870-1871年の普仏戦争の後、この祭壇画がドイツの管轄下に入ったことにより、ドイツの歴史家は、祭壇画がある意味でドイツ民族の本質的性格を表したものであるという概念を発展させた。作品は、続いて第一次世界大戦中に一時的にミュンヘンに移され、非常な礼拝の対象となった。戦後、作品はふたたびフランスの手中に帰した。
戦後直後に、激しい感覚と感情を色合いを帯びたこの祭壇画は、影響力のあった表現主義芸術のジョージ・グロスやオットー・ディクスといった多くの画家たちにとって自ずと霊感源になった。また、パウル・ヒンデミットの現代オペラ『画家マティス』の基盤ともなった。1930年代後半には、ナチスが表現主義とヒンデミットの作品両方を「退廃的」であると烙印を押したことにより、祭壇画のドイツにおける公的評価は一時的に下がった。
旧修道院の改修のため、『イーゼンハイム祭壇画』は、2015年4月までウンターリンデン美術館から200メートルほど離れた地元のドミニコ会派教会で展示された。この一時的移転により、グリューネヴァルトとハーゲナウアーによる傑作である本祭壇画は、コルマール生まれのマルティン・ショーンガウアーの3点のコルマールにある絵画とともに展示されるという例外的で、前例のない機会を与えられた。その3点の絵画は、『オルリアー祭壇画 (Orlier Altarpiece) 』 (1470–1475年)、『ドミニコ会修道士の祭壇画 (Altarpiece of the Dominicans) 』 (1480年ごろ) 、『バラの生垣の聖母  (Virgin of the Rose Bush) 』 (1473年) であった。聖カタリナと聖ラウレンティウスを描いた祭壇画  (1510年ごろ) と中世後期の彫像がこの展示を締めくくった。

## 最近の修復
祭壇画はアントニー・ポンタブリー (Anthony Pontabry) が率いたチームにより洗浄と修復を受け、2022年の半ばにふたたびウンターリンデン美術館に展示された。ハーゲナウアーの彫像は、「フランスの美術館の研究・修復センター」の、パリにある多色木彫修復工房で、ジュリエット・レヴィ (Juliette Levy) に率いられた彫刻修復家のチームにより修復された。それ以前の2014年に「フランスの美術館の研究・修復センター」で行われた研究で、祭壇画の状態が調査され、その修復のための手順が確定された。

## ギャラリー

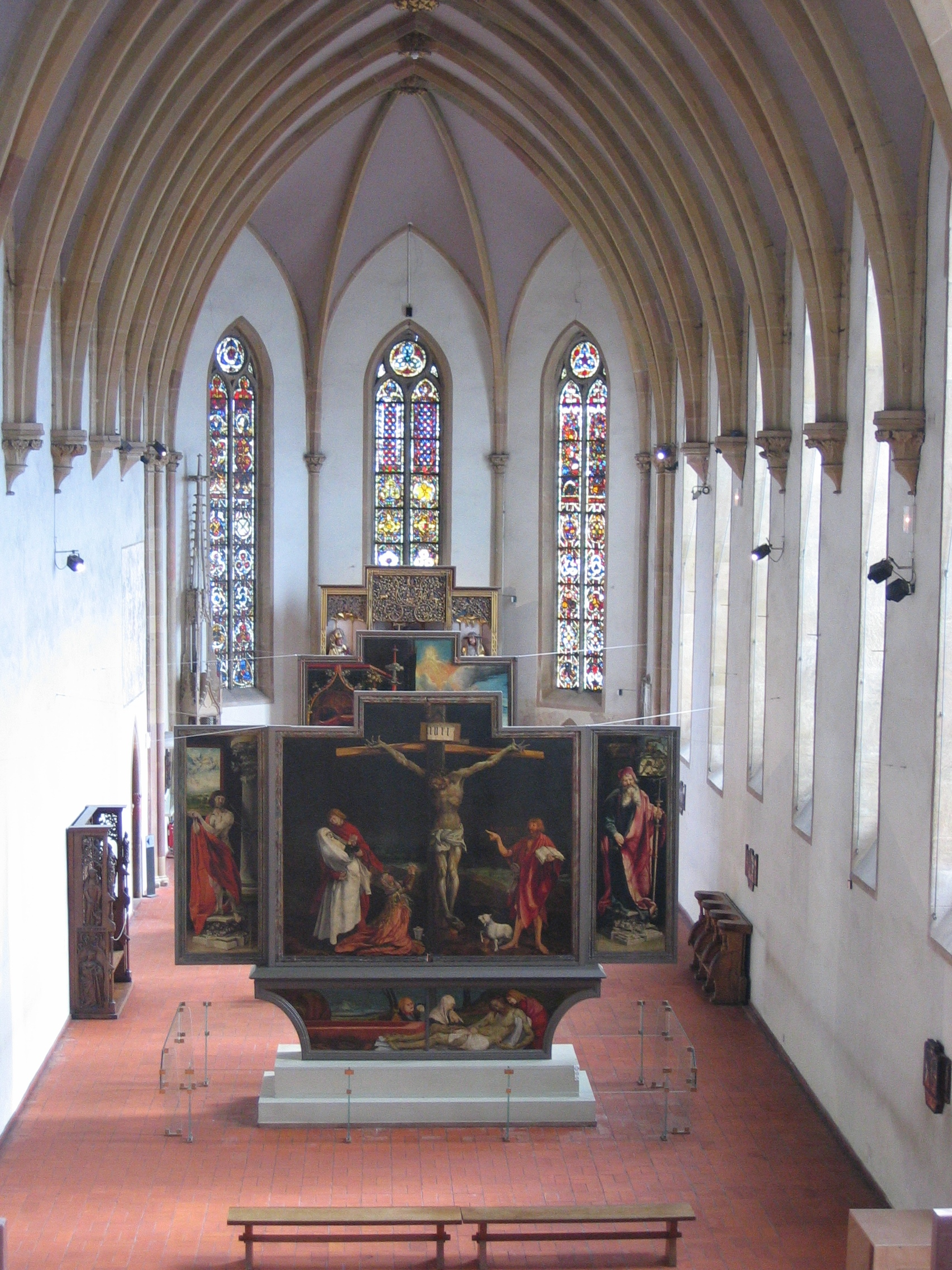
ウンターリンデン美術館内部
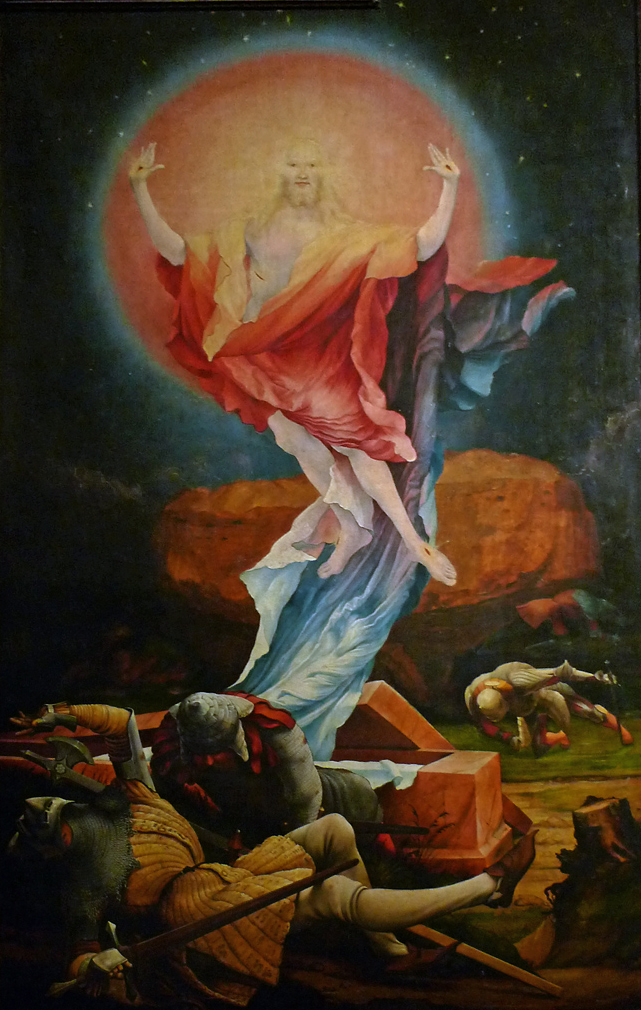
『イーゼンハイム祭壇画』の「キリストの復活」

## 関連文献
- Gregory C. Bryda (2018). “The Exuding Wood of the Cross at Isenheim”. The Art Bulletin (Routledge) 100 (2):  6-36. doi:10.1080/00043079.2018.1393323.
- Snyder, James (1985). Northern Renaissance Art. Painting, Sculpture, and the Graphic Arts from 1350 to 1575. New York City: Abrams. ISBN 0-8109-1081-0
- Ruck, Carl A.P.; Staples, Blaise Daniel; Heinrich, Clark (2001). The Apples of Apollo, Pagan and Christian Mysteries of the Eucharist. Durham, N.C: Carolina Academic Press. ISBN 0-89089-924-X
- Hayum, Andrée (December 1977). “The Meaning and Function of the Isenheim Altarpiece: The Hospital Context Revisited”. The Art Bulletin (Routledge) 59 (4):  501–517. doi:10.1080/00043079.1977.10787476. JSTOR 3049705.